# Mobility Management Entity

Schéma mettant en évidence la fonction d'un MME.

Le Mobility Management Entity (MME) est dans un réseau 4G, l'équipement qui gère la signalisation (plan de contrôle) entre les terminaux (UE) et le cœur de réseau LTE. Il est chargé de dialoguer avec le HSS de manière à consulter et stocker les profils et les données de sécurité des terminaux situés dans une grande région donnée. Ces données sont ensuite utilisées dans son dialogue avec les stations de base notamment pour faire du contrôle d'accès et gérer la connexion, les droits d'accès et la sécurité des abonnés. 
C'est également le MME qui sélectionne le PGW et le SGW qui seront utilisés ultérieurement pour les transferts de données lors de la connexion au réseau d'un terminal donné.
Un MME peut être vu comme la mémoire cache d'un HSS.